# دونزدورف
شهر دونزدورف در ایالت بادن-وورتمبرگ در کشور آلمان واقع شده است.